# Associació Internacional de So i Arxius Audiovisuals
L'Associació Internacional de So i Arxius Audiovisuals (en anglès International Association of Sound and Audiovisual Archives o IASA) es va establir el 1969 per servir com a fòrum per cooperació internacional co-entre arxius, llibreries, i individuals interessats en la preservació de documents de so gravat i audiovisuals.

## Objectius d'IASA
La constitució d'IASA estableix els següents propòsits:
- Enfortir la cooperació entre els arxius i altres institucions que conserven documents sonors i audiovisuals.
- Iniciar i fomentar activitats que desenvolupin i millorin l'organització, l'administració i els continguts de les col·leccions de so enregistrat i audiovisuals i, per tal d'aconseguir aquests objectius, col·laborar amb altres organitzacions en àmbits relacionats.
- Estudiar totes les tècniques rellevants per al treball dels arxius sonors i audiovisuals i altres institucions que conserven aquests documents i difondre els resultats d'aquest estudi a escala internacional.
- Fomentar, a nivell internacional, l'intercanvi de documents sonors i audiovisuals i de literatura i informació relacionada amb aquests documents.
- Estimular i fomentar per tots els mitjans la preservació, la documentació i la difusió de totes les col·leccions de so enregistrat i audiovisuals.

## Pertinença
IASA compta amb membres de més de 70 països que representen una àmplia paleta d'arxius audiovisuals i interessos personals que es distingeixen pel seu enfocament en temes i àrees particulars, per exemple: arxius per a tot tipus d'enregistraments musicals, històrics, literaris, documents sonors folklòrics i etnològics, produccions teatrals i entrevistes d'història oral, bioacústica, sons ambientals i mèdics, enregistraments lingüístics i dialectals, així com enregistraments amb finalitats forenses.

## Activitats d'IASA
L'IASA promou l'intercanvi obert i continu d'idees i informació sobre temes d'actualitat en l'àmbit audiovisual mitjançant conferències anuals, una revista de l'IASA, un servei de llista Arxivat 2019-04-20 a Wayback Machine. i el lloc web de l'IASA.

## Conferències anuals
L'IASA ha celebrat una conferència cada any des dels seus inicis, de vegades en col·laboració amb organitzacions relacionades. L'any 2010, l'IASA i l'Associació d'Arxivers d'Imatges en Moviment (en anglès Association of Moving Image Archivists o AMIA) es van reunir per primera vegada en una conferència conjunta IASA-AMIA celebrada a Filadèlfia, EUA. Amb més de 750 participants i més de 100 presentacions i xerrades, aquesta va ser una de les conferències més importants en l'àmbit de l'arxivística audiovisual. La conferència de 2013 a Vílnius, Lituània, es va celebrar en associació amb el Consell d'Arxius Audiovisuals del Bàltic. La conferència de 2019 es va celebrar a Amsterdam, Països Baixos.

## Publicacions
L'IASA segueix de prop el progrés de la tecnologia i els membres poden demanar ajuda i assessorament a un grup d'experts sobre diversos aspectes, que van des de la digitalització fins a metadades i qüestions tècniques. En aquest sentit, IASA ha publicat una sèrie de publicacions especials:
- The Safeguarding of the Audio Heritage: Ethics, Principles and Preservation Strategy (IASA-TC 03)
- Guidelines on the Production and Preservation of Digital Audio Objects (IASA-TC 04)
- Handling and Storage of Audio and Video Carriers (IASA-TC 05)
- Guidelines for the Preservation of Video Recordings (IASA-TC 06)
- IASA Cataloguing Rules (també té una versió en espanyol que es diu Reglas de Catalogación de IASA)
- Task Force on Selection for Digital Transfer.
- Ethical Principles for Sound and Audiovisual Archives.

## Col·laboració
L'IASA té una llarga relació permanent amb les organitzacions internacionals sovies a la UNESCO i Europea i està respectant el soci en diversos projectes d'arxiu audiovisuals internacionals. IASA és un membre de la CCAAA (Consell Coordinador d'Associacions d'Arxius Audiovisuals).
El 2012 i el 2013, l'IASA va acollir el lloc web oficial de la UNESCO World Day for a Audiovisual Heritage, eventualment anualment el 27 d'octubre a la raíz awareness de la significació dels i dotados de la imatge i el moviment de la imatge heritage worldwide.

## Premis i subvencions
L'organització premia les contribucions destacades a la professió de l'arxivament sonor i audiovisual, així com el suport econòmic per a la recerca, la formació i la participació en congressos anuals:
- Des de l'any 2004, el Premi de Reconeixement de l'IASA per un servei excepcional s'atorga cada any a un membre de l'IASA.
- L'estatus de membre d'honor de l'IASA s'atorga a persones com a marca de servei especial en el treball dels arxius sonors i audiovisuals.
- Els premis de viatge s'atorguen anualment als membres seleccionats de l'IASA per compensar els costos de la participació activa en una conferència anual.
- Les beques de recerca es concedeixen de manera ocasional per donar suport a la investigació original i la publicació sobre l'arxiu audiovisual.
- El Premi Dietrich Schüller de Formació Audiovisual afavoreix l'assistència a cursos de formació.